# Cesinali
Cesinali är en ort och kommun i provinsen Avellino i regionen Kampanien i Italien. Kommunen hade 2 594 invånare (2017).